# Theodosios III
Theodosios III hoặc Theodosius III (tiếng Hy Lạp: Θεοδόσιος Γ΄, Theodósios G') là Hoàng đế Đông La Mã từ năm 715 đến ngày 25 tháng 3 năm 717.
Theodosios nguyên là một viên quan trông coi về tài chính và thu thuế ở phần phía nam của thema Opsikion. Theo một giả thuyết, ông là con trai của cựu Hoàng đế Tiberios III. Khi quân sĩ của tỉnh này nổi dậy chống lại Hoàng đế Anastasios II, Theodosios đã được chọn làm hoàng đế. Ông chưa sẵn sàng chấp nhận sự lựa chọn này và theo nhà viết biên niên Theophanes the Confessor, thậm chí đã cố gắng ẩn náu trong rừng gần Adramyttium. Cuối cùng, ông đã được binh sĩ tìm thấy và tôn làm Hoàng đế vào tháng 5 năm 715.
Theodosios và quân đội của ông ngay lập tức vây hãm Constantinopolis. Sáu tháng sau, vào tháng 11 cùng năm, họ đã vào được trong thành phố. Theodosios đã thể hiện rõ tính cách ôn hòa trong cách đối đãi với người tiền nhiệm và người ủng hộ của ông. Thông qua trung gian của Thượng phụ Germanos I thành Constantinopolis, Anastasios II được thuyết phục phải thoái vị và trở thành một tu sĩ ở Thessaloniki.
Có rất ít thông tin về triều đại ngắn ngủi của Theodosios. Ông ngay lập tức phải đối mặt với một cuộc xâm lược của người Ả Rập tiến sâu vào Anatolia và bước tiến từ hạm đội của họ. Năm 716 ông đã ký kết một bản hiệp ước với vua Tervel của Bulgaria có lợi cho Bulgaria trong một nỗ lực để bảo đảm sự hỗ trợ chống lại quân Ả Rập xâm lược. Chính sách này đã được đền đáp vào năm 718 khi họ đã giúp giải vây thành Constantinopolis lần thứ hai của quân Ả Rập.
Năm 717, chức quan strategos của Anatolic Thema là Leon III đã nổi dậy chống lại ách thống trị của Theodosios thông đồng với Artabasdos, strategos của Armeniac Thema. Con trai của Theodosios đã bị Leon bắt được ở Nicomedia và Theodosios đã chọn thoái vị vào ngày 25 tháng 3 năm 717. Sau đó cả hai cha con đều làm giáo sĩ.
Đến năm 729, Theodosios được cho là đã trở thành giám mục Ephesos. Tuy nhiên giới sử học hiện đại nghi ngờ rằng viên giám mục mới thực sự là con trai của ông. Dù gì đi nữa, vị giám mục này theo như ghi chép lần cuối cùng còn sống vào ngày 24 tháng 7 năm 754, tham dự một phần trong Công đồng Hieria của phái bài trừ thánh tượng. Với người vợ không rõ tên, Theodosios III là cha của ít nhất một đứa con trai Theodosios (tên tu sĩ) có lẽ là giám mục Ephesos vào năm 729 cho đến năm 754.